# Zamek w Swansea
Zamek w Swansea (ang. Swansea Castle, wal. Castell Abertawe) – średniowieczny zamek, obecnie w ruinie, w centrum miasta Swansea, w Walii (Wielka Brytania). Wzniesiony został na początku XII wieku, nad zachodnim brzegiem dawnego koryta rzeki Tawe. Zachowane do czasów obecnych pozostałości pochodzą z XIII/XIV wieku. Zamek jest zabytkiem klasy I.

## Historia
W 1106 roku król Henryk I Beauclerc po raz pierwszy przyznał tytuł lorda Gower nadając go Henry'emu de Beaumontowi. Beaumont na swoją siedzibę wybrał miejsce przy rzece Tawe. Drewniano-ziemny zamek został wzniesiony prawdopodobnie jeszcze w tym samym roku lub kilka lat później. W 1116 roku został zaatakowany przez Walijczyków, którzy spalili jego zewnętrzne umocnienia; fakt ten odnotowuje średniowieczny walijski rękopis "Brut y Tywysogion". Po śmierci lorda w 1119 roku zamek odziedziczyli jego potomkowie.
W latach 1137–1141 na terenie zamku wybijano monety króla Stefana, co może świadczyć o tym, że zamek znajdował się pod kontrolą Normanów. W 1192 twierdza została zaatakowana przez wojska Lorda Rhys, księcia Deheubarth i oblegana przez kolejne dziesięć tygodni.
Pod koniec XII wieku zamek został przebudowany, drewniane mury zostały zastąpione kamiennymi.
Na początku XIII wieku lordowie marchii oraz książęta i szlachta walijska zbuntowali się przeciwko królowi Janowi. W 1203 roku William de Breos I, który wspierał króla, otrzymał tytuł Lorda Gower oraz zamek. Przez kolejne 40 lat zamek przechodził w ręce nowych, krótko panujących lordów Gower. W 1241 roku panem na zamku został William de Breos II. Przez kolejne pięćdziesiąt lat rządzenia przyczynił się on do znacznej modernizacji budynków i pomieszczeń zamkowych. W latach 80. XIII wieku rozpoczął prace nad „nowym zamkiem” rozbudowując stary: dodano pomieszczenia mieszkalne, wielką salę balową, kwadratową wieżę wraz z pomieszczeniami piwnicznymi. Mury zamku z tego okresu zachowały się do czasów obecnych. W 1297 roku lordem Gower został William de Breos III, który kontynuował rozbudowę i modernizację zamku; zainstalował m.in. toalety. Po stracie jedynego syna, William de Breos III próbował uczynić spadkobiercą swoją córkę i jej męża Johna de Mowbraya, a jednocześnie sprzedać tytuł lordowski Hugh Despenserowi. Z tego powodu król Edward II odebrał de Breosowi tytuł Lorda Gower oraz zamek. John de Mowbray po zajęciu siłą zamku, w 1322 roku został stracony. Dopiero po śmierci króla w 1327 roku, do Gower powróciła córka Williama de Breos III, Alina i sprawowała swoje rządy do 1331 roku. Po niej zamek odziedziczył jej syn John. To za jego rządów na murach zamkowych powstał chodnik obronny z blankami. Przez kolejne dziesięciolecia, właściciele zamku rzadko w nim przebywali a opiekę sprawowali ich namiestnicy, którzy wznieśli na zamkowym dziedzińcu budynek zwany Place House.
Podczas wojny dwóch róż trwającej w latach 1455–1485, w murach zamkowych wykuto strzelnice. Jego właścicielem był wówczas lord Herbert z Reglan. Po wojnie domowej, w 1647 Gower przeszedł w ręce Olivera Cromwella. Od tego czasu aż do XX wieku właścicielami zamku pozostawali hrabiowie Worcester, markizi Worcester oraz książęta Beaufort.
Na pierwszym znanym szkicu zamku, stworzonym przez Francisa Place w 1678 roku kwadratowa wieża służyła jako huta szkła w której produkowano butelki wina. W 1700 roku na dziedzińcu zamkowym wybudowano ratusz Great Hall. W 1750 roku budynek zamieniono na przytułek dla bezdomnych i ubogich mieszkańców miasteczka, a dziedziniec do lat 70. XVIII wieku zaczął pełnić funkcję miejsca targowego. W połowie XVIII wieku wieżę przekształcono w więzienie dla dłużników. Funkcję tę pełniła do roku 1858.

## XIX – XX wiek
W okresie rewolucji przemysłowej, zakole rzeki zostało przystosowane do cumowania statków; powstał wówczas kanał bezpośrednio łączący ciek z morzem. Dok został zasypany w latach 30. XX wieku, a powstała na jego miejscu ulica „The Strand”, przypomina o dawnym istnieniu rzeki płynącej u podnóża murów zamkowych. 
Na początku lat trzydziestych XX wieku poeta i pisarz pochodzący ze Swansea, Dylan Thomas, pracował na terenie zamku jako reporter „South Wales Daily Post”. W tym okresie budynki na dziedzińcu zamkowym wypełnione były biurami i drukarniami wydawnictwa.
Podczas II wojny światowej miasto było intensywnie bombardowane. Najbardziej ucierpiały budynki na dziedzińcu, rozebrane w 1976 roku, w przeciwieństwie do murów zamkowych, które w 1952 zostały wpisane na listę zabytków.